# Chusaris sordida
Chusaris sordida là một loài bướm đêm trong họ Noctuidae.